# Paden (Oklahoma)
Paden – miasto w Stanach Zjednoczonych, w stanie Oklahoma, w hrabstwie Okfuskee.